# 亚瑟和他的迷你王国
《亚瑟和他的迷你王国》（英語：Arthur and the Invisibles）是改编自由本片导演吕克·贝松于2002年写的儿童图书。本片于2006年1月12日在法国首映，并在几周后在很多个国家上映，2006年12月19日在美国上映，英国于2007年2月2日上映。这是米高梅公司在1996年的《古惑狗天师2》后发行的第一部儿童片。
该片花费了6500万欧元，在被《高卢英雄大战凯撒王子》超过前是最昂贵的法语片。電影在法國獲得好評，但在美國獲得的評價以負面為主，美國影評家稱讚電影配音和視覺表現，但批評動畫和劇本。作品在法國獲得成功後，延伸出兩部續集電影和一部獨立恐怖電影，還催生了多個視頻遊戲、動畫電視連續劇，觀測未來公園和德國的歐羅巴公園也增設相關主題景點。吕克·贝松取材自本片電影系列所創作的恐怖驚悚片《死噬》亦於2022年6月29日發行。

## 梗概
10歲的亞瑟（Arthur）和祖母生活在一個鄉村別墅。亞瑟的祖父阿基博爾德最近無隱無踪。亞瑟的父母出差，而且沒有時間回來。亞瑟和他的祖母快樂地生活在一起。亞瑟的祖母每天晚上都給亞瑟講故事。臨近亞瑟的生日8月1日，祖母給亞瑟講迷你王國的故事。亞瑟充滿好奇，希望自己真正地去一次迷你王國。
亞瑟生日前一天晚上，他發現了樓梯下面阿基博爾德的秘文：“我希望你去一趟迷你世界，在月圓午夜，帶上望遠鏡……我相信你可以的。”果不其然，在午夜，庭院裡來了幾個黑人，把亞瑟嚇了一跳。幾個黑人用秘密技術把他縮小成迷你墨人（Minimoys）並帶他進迷你世界，並告訴他：“你（亞瑟）是成千上萬個人中選出來的。阿基博爾德和迷你墨人向邪惡的瑪塔扎德（又譯馬塔殺）作戰。現在你要繼續作戰。”
進入迷你王國後，亞瑟認識了迷你墨王國的公主賽琳娜和他的弟弟倍塔枚許。亞瑟和他們向瑪塔扎德作戰。瑪塔扎德還有一個兒子，叫做達果。這兩個人讓亞瑟非常頭疼。最終沒有戰勝，他們倉皇失措地逃離了戰場，不過也取得了一些勝利，比如找到了被瑪塔扎德抓走的俘虜。
後來由於不可抗拒的時間關係，亞瑟帶著失踪的阿基博爾德離開了迷你世界。亞瑟心有餘悸，惦記著賽琳娜和倍塔枚許，因為下一次進入還要等8個月。可喜的是，亞瑟發現草地上有一個管道通往瑪塔扎德的營地。他往裡面倒水，並丟一個棒球進去。棒球對迷你墨人來說是龐然大物啊！在這關鍵時刻，瑪塔扎德丟下兒子達果和千萬小兵，獨自逃走。 （這也為達果和亞瑟化敵為友、攜手抗擊瑪塔扎德作鋪墊。）

## 票房
預算約8600萬美元，首兩週在法國票房收入超過2000萬美元。

## 配音陣容
| 角色         | 英語配音                               | 國語配音         | 附註                         |
| ------------ | -------------------------------------- | ---------------- | ---------------------------- |
| 亞瑟         | 佛瑞迪·海默 （Freddie Highmore）       | Ella （S.H.E）   | 男主角、人類男孩             |
| 賽蕾妮亞公主 | 瑪丹娜 （Madonna）                     | Selina （S.H.E） | 女主角、毫髮國的公主         |
| 貝達麥許     | 吉米·法倫 （Jimmy Fallon）             | NONO             | 毫髮國的王子、賽蕾妮亞的弟弟 |
| 外婆         | 米亞·法羅 （Mia Farrow）               |                  | 亞瑟的外婆                   |
| 外公         | 羅恩·克勞佛 （Ron Crawford）           |                  | 亞瑟的外公                   |
| 馬塔殺       | 大衛·鮑伊 （David Bowie）              | 伍佰             | 大反派                       |
| 達寇斯       | 傑森·貝特曼 （Jason Bateman）          |                  | 馬塔殺的兒子                 |
| 毫髮國的國王 | 勞勃·狄尼洛 （Robert De Niro）         |                  |                              |
| Max          | 史努比狗狗 （Snoop Dogg）              | 黃立成           |                              |
| 鼴鼠米羅     | 哈維·凱托 （Harvey Keite）             |                  |                              |
| 鼴鼠米囉     | 埃瑞克·佩·蘇利文 （Erik Per Sullivan） | Hebe （S.H.E）   | 米羅的兒子、關鍵角色         |

## 評價
本片在法國獲得正面評價，但在美國獲得的評價以負面居多，爛番茄基於92條專業評論，對這部電影的新鮮度達22%，平均得分為4.4/10。Metacritic得分為39分（滿分是100分），基於22條評論，代表「負面評價為主」。

## 被删减
2007年在英國發行的英語配音版本中有10分鐘的內容遭到被刪減。國際版DVD包含未刪減的英語及法語版本。

### 被删情节之异同
其中包括了“父母和他们对钱的欲望”的故事情节被删除，简化为一个简短的场景，并解释说这是为了让剧情集中在担心他们的儿女是他们必须改进的重点。本片英語版同樣由溫斯坦（Weinstein）公司發行，片中没有上述場景。

## 續集
- 亞瑟的奇幻王國：馬塔殺的復仇（Arthur and the Revenge of Maltazard，2009年）
- 亞瑟的奇幻王國3：跨界對決（Arthur 3: The War of the Two Worlds，2010年）

## 外部連結
- 互联网电影数据库（IMDb）上《亞瑟的奇幻王國：毫髮人的冒險》的资料（英文）
- AllMovie上《亞瑟的奇幻王國：毫髮人的冒險》的资料（英文）
- Box Office Mojo上《亞瑟的奇幻王國：毫髮人的冒險》的資料（英文）
- Metacritic上《亞瑟的奇幻王國：毫髮人的冒險》的資料（英文）
- 爛番茄上《亞瑟的奇幻王國：毫髮人的冒險》的資料（英文）
- Yahoo奇摩電影上《亞瑟的奇幻王國：毫髮人的冒險》的資料（繁體中文）
- 開眼電影網上《亞瑟的奇幻王國：毫髮人的冒險》的資料（繁體中文）
- 时光网上《亞瑟的奇幻王國：毫髮人的冒險》的資料（简体中文）
- 豆瓣电影上《亞瑟的奇幻王國：毫髮人的冒險》的資料 （简体中文）
- Arthur and the Minimoys at Keyframe
- Arthur and the Minimoys（页面存档备份，存于） at CanMag